# Kodeks 0281
Kodeks 0281 (Gregory-Aland no. 0281) – grecki kodeks uncjalny Nowego oraz Starego Testamentu w przekładzie Septuaginty na pergaminie, datowany metodą paleograficzną na VII lub VIII wiek. Rękopis jest przechowywany na Synaju. Tekst rękopisu jest wykorzystywany we współczesnych wydaniach greckiego Nowego Testamentu. Jest palimpsestem.

## Opis
Zachowało się 47 pergaminowych kart rękopisu z greckim tekstem Ewangelii Mateusza (6-27). Karty mają rozmiar 20 na 17 cm. Tekst jest pisany jedną kolumną na stronę, 20 linijek tekstu na stronę. Jest palimpsestem, tekst dolny zawiera partie Ewangelii Mateusza, tekst górny przekazuje Stary Testament w przekładzie Septuaginty.
Barbara Aland oceniła, że kodeks 0281 bez wątpienia reprezentuje aleksandryjską tradycję tekstualną z niewielką liczbą obcych domieszek. Potwierdził to Wieland Willker, który zbadał 21 wariantów i ocenił, że w 18 miejscach jest zgodny z Kodeksem Synajskim, 12 razy z Kodeksem Watykańskim, 7 razy z bizantyjską tradycją tekstualną, posiada 6 sobie właściwych wariantów. 

## Historia
INTF datuje rękopis 0281 na VII lub VIII wiek . 
Rękopis został znaleziony w maju 1975 roku podczas prac restauracyjnych w klasztorze wraz z wieloma innymi rękopisami . Na listę greckich rękopisów Nowego Testamentu wciągnął go Kurt Aland, oznaczając go przy pomocy siglum 0281. Został uwzględniony w II wydaniu Kurzgefasste.
Rękopis jest wykorzystywany we współczesnych wydaniach greckiego Nowego Testamentu (NA27, NA28). Nie został wykorzystany w UBS4. Barbara Aland uznała, że spośród uncjalnych rękopisów Nowego Testamentu odkrytych w 1975 na Synaju najbardziej godnym uwagi jest 0278 i 0281.
Rękopis jest przechowywany w Klasztorze Świętej Katarzyny (N.E. ΜΓ 29) na Synaju .